# Cladomnion octangulum
Cladomnion octangulum là một loài rêu trong họ Ptychomniaceae. Loài này được (Müll. Hal.) Bosch & Sande Lac. mô tả khoa học đầu tiên năm 1864.